# Таргамеули
Таргамеули (груз. თარგამეული) — село в Грузии, на территории Мартвильского муниципалитета края (мхаре) Самегрело-Верхняя Сванетия.

## География
Село находится в западной части Грузии, на левом берегу реки Техури, на расстоянии приблизительно 8 километров (по прямой) к западо-северо-западу от города Мартвили, административного центра муниципалитета. Абсолютная высота — 184 метра над уровнем моря.

## Население
По результатам официальной переписи населения 2014 года в Таргамеули проживало 248 человек (129 мужчин и 119 женщин). В национальной структуре населения грузины составляли 100 %.
| Год  | Население, человек |
| ---- | ------------------ |
| 2002 | 566                |
| 2014 | ↘ 248              |